# David McDaniel

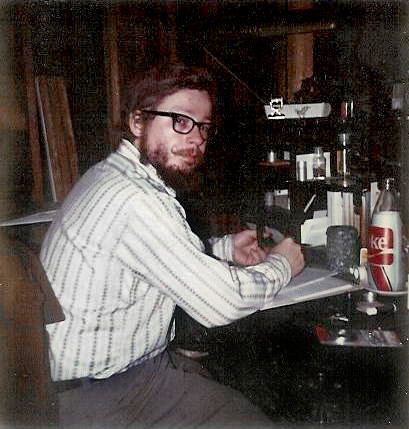
DavidMcDaniel 1974

David McDaniel (* 16. Juni 1939 in Toledo, Ohio; † 1. November 1977) war ein US-amerikanischer Science-Fiction-Autor. 

## Leben
Er war der Sohn des Lehrers Calvin Dale McDaniel und von Margaret McDaniel, geborene Allis. Er studierte am Pasadena City College und am San Diego State College, wo er 1963 mit dem Bachelor abschloss. Danach studierte er weiter an der University of California, Los Angeles. Nach seinem Studium arbeitete er als Disc Jockey, für den Sender KEBS und als Photograph in der Filmindustrie.
1967 hatte er einen ersten Science-Fiction-Roman veröffentlicht, The Arsenal Out of Time. Außerdem schrieb er eine ganze Reihe der Bände in der Spionageromanserie The Man from U.N.C.L.E. zur gleichnamigen Fernsehserie. Er schrieb auch die nie gedruckte letzte Folge, The Final Affair, deren Manuskript dann einige Zeit durch Fandom und Netz geisterte.
Unter dem Pseudonym Ted Johnstone war McDaniel im SF-Fandom der Westküste sehr aktiv und lieferte Beiträge für zahlreiche Apazines, namentlich Gimble, Hippicaloric, The Hobbiton Herald (für CRAP), MEST (für SAPS), New Ashmolean (für OMPA), Pearls (für The Cult), Persian Slipper (für FAPA) und Zap. Außerdem war er Gründer eines der ersten Tolkien-Fanclubs und schrieb mit  High Fly the Nazgul, Oh! den vermutlich ersten Tolkien-Filksong. In seinen U.N.C.L.E.-Romanen verwendete er einige SF-Elemente sowie Anspielungen für SF-Fans (zum Beispiel erschien Forrest J. Ackerman als Figur in einem der Romane).
1963 hatte er die Softwareentwicklerin Joyce Potter geheiratet.
McDaniel starb 1977 im Alter von 38 Jahren.

## Bibliografie
The Man from U.N.C.L.E. (Spionageromanserie)
- 4 The Dagger Affair (1965)
- 6 The Vampire Affair (1966)
- 8 The Monster Wheel Affair (1967)
- 13 The Rainbow Affair (1967)
- 15 The Utopia Affair (1968)
- 17 The Hollow Crown Affair (1969)
- 24 The Final Affair (nicht erschienen)

Romane
- The Arsenal Out of Time (1967)
  - Deutsch: Das Arsenal der Vergangenheit. Moewig (Terra Nova#97), 1969.
- The Prisoner: Number Two (1969, auch als Who is Number Two?)

Kurzgeschichten
- Dialogues at Sunset (1968, als Ted Johnstone)
- Quiet Village (1970)
- Prognosis: Terminal (1974)